# Championnat d'Ukraine de football 2019-2020
Navigation
2018-2019 2020-2021
La saison 2019-2020 de Premier-Liha est la vingt-neuvième édition de la première division ukrainienne. Elle prend place du 28 juillet 2019 au 17 juillet 2020, avec une trêve hivernale allant du 7 décembre 2019 au 22 février 2020. La pandémie de Covid-19 interrompt la saison à partir du 18 mars 2020 ; le championnat ne reprend que le 30 mai 2020.
Les douze équipes participantes sont dans un premier temps regroupées au sein d'une poule unique où elles s'affrontent à deux reprises, à domicile et à l'extérieur, avant d'être divisées en deux groupes contenant les six premiers et les six derniers. En fin de saison, le dernier au classement est relégué tandis que les trois premières équipes de la deuxième division sont promues dans l'élite afin de passer à un format à quatorze équipes à partir de la saison 2020-2021.
Cinq billets sont décernés pour les compétitions européennes que sont la Ligue des champions 2020-2021 et la Ligue Europa 2020-2021 : les deux premiers du classement final se qualifient pour la Ligue des champions, alors que le vainqueur de la Coupe d'Ukraine ainsi que le troisième du classement prennent part à la Ligue Europa. Si le vainqueur de la Coupe est déjà qualifié pour une compétition européenne d'une autre manière, sa place qualificative est réattribuée au championnat, la quatrième position devenant ainsi qualificative pour la Ligue Europa. La dernière place pour la compétition est attribuée par le biais d'un barrage entre les deux ou trois dernières équipes non-qualifiées du groupe championnat et la première ou les deux premières équipes du groupe relégation.

## Participants
| \| Chakhtar Kiev Marioupol Oleksandria Karpaty Lviv Olimpik Vorskla Desna Zorya Dnipro-1 Kovalivka (Zaporijia) (Kharkiv) \| Localisation des clubs engagés dans le championnat. · Les clubs en italique se trouvent dans la zone de conflit du Donbass · et jouent dans une autre ville (entre parenthèses). |
| Chakhtar Kiev Marioupol Oleksandria Karpaty Lviv Olimpik Vorskla Desna Zorya Dnipro-1 Kovalivka (Zaporijia) (Kharkiv) |

Un total de douze équipes prennent part à la compétition, dix d'entre elles étant déjà présentes la saison précédente, auxquelles s'ajoutent deux promus de deuxième division que sont le Dnipro-1 et le Kolos Kovalivka qui remplacent respectivement l'Arsenal Kiev et le Tchornomorets Odessa, relégués la saison précédente.
Parmi ces clubs, deux d'entre eux n'ont jamais quitté le championnat depuis sa fondation en 1992 : le Chakhtar Donetsk et le Dynamo Kiev. En dehors de ceux-là, le Vorskla Poltava évolue continuellement dans l'élite depuis 1996 tandis que le Zorya Louhansk et le Karpaty Lviv sont quant à eux présents depuis 2006.
En raison de la guerre dans le Donbass, plusieurs équipes sont forcées de jouer leurs matchs « à domicile » dans d'autres villes : le Chakhtar se trouve ainsi déplacé à Kharkiv depuis le mois de janvier 2017, tandis que l'Olimpik Donetsk évolue au stade Dynamo Lobanovski de Kiev et que le Zorya Louhansk joue à Zaporijia.
Légende des couleurs
- Phase de groupes de la Ligue des champions 2019-2020
- Troisième tour de qualification de la Ligue des champions 2019-2020
- Phase de groupes de la Ligue Europa 2019-2020
- Troisième tour de qualification de la Ligue Europa 2019-2020
- Deuxième tour de qualification de la Ligue Europa 2019-2020
- Promu de deuxième division

| Club             | Présent depuis | Classement 2018-2019 | Entraîneur             | Stade                   | Capacité théorique |
| ---------------- | -------------- | -------------------- | ---------------------- | ----------------------- | ------------------ |
| Chakhtar Donetsk | 1992           | 1                    | Luís Castro            | Stade Metalist          | 40 003             |
| Dynamo Kiev      | 1992           | 2                    | Oleksiy Mykhaylychenko | Stade olympique de Kiev | 70 050             |
| FK Oleksandria   | 2015           | 3                    | Volodymyr Sharan       | Stade CSC Nika          | 7 000              |
| FK Marioupol     | 2017           | 4                    | Oleksandr Babych       | Stade Volodymyr-Boïko   | 12 680             |
| Zorya Louhansk   | 2006           | 5                    | Viktor Skripnik        | Slavutych-Arena         | 12 000             |
| FK Lviv          | 2018           | 6                    | Giorgi Tsetsadze       | Arena Lviv              | 34 915             |
| Vorskla Poltava  | 1996           | 7                    | Yuriy Maksymov         | Stade Vorskla           | 24 750             |
| Desna Tchernihiv | 2018           | 8                    | Oleksandr Ryabokon     | Stade Tchernihiv        | 12 060             |
| Olimpik Donetsk  | 2014           | 9                    | Ihor Klymovskyi        | Stade Dynamo Lobanovski | 16 873             |
| Karpaty Lviv     | 2006           | 10                   | Roman Sanzhar          | Stade Ukraina           | 28 051             |
| SK Dnipro-1      | 2019           | 1 (D2)               | Dmytro Mykhailenko     | Dnipro Arena            | 31 003             |
| Kolos Kovalivka  | 2019           | 2 (D2)               | Ruslan Kostyshyn       | Obolon Arena            | 5 100              |

### Changements d'entraîneur
| Club             | Entraîneur partant        | Date de départ    | Position   | Entraîneur arrivant       | Date d'arrivée    |
| ---------------- | ------------------------- | ----------------- | ---------- | ------------------------- | ----------------- |
| Zorya Louhansk   | Yuriy Vernydub            | 31 mai 2019       | Pré-saison | Viktor Skripnik           | 3 juin 2019       |
| Chakhtar Donetsk | Paulo Fonseca             | 11 juin 2019      | Pré-saison | Luís Castro               | 12 juin 2019      |
| Olimpik Donetsk  | Ihor Klymovskyi           | 1er juillet 2019  | Pré-saison | Júlio César               | 1er juillet 2019  |
| Dynamo Kiev      | Aliaksandr Khatskevich    | 14 août 2019      | 3e         | Oleksiy Mykhaylychenko    | 15 août 2019      |
| Olimpik Donetsk  | Júlio César               | 19 août 2019      | 12e        | Ihor Klymovskyi (intérim) | 19 août 2019      |
| Olimpik Donetsk  | Ihor Klymovskyi (intérim) | 2 septembre 2019  | 12e        | Vicente Gómez             | 2 septembre 2019  |
| Karpaty Lviv     | Oleksandr Chyzhevskyi     | 3 septembre 2019  | 11e        | Roman Sanzhar             | 3 septembre 2019  |
| FK Lviv          | Bohdan Blavatskyi         | 10 septembre 2019 | 10e        | Volodymyr Mazyar          | 10 septembre 2019 |
| FK Lviv          | Volodymyr Mazyar          | 31 octobre 2019   | 12e        | Yegishe Melikyan          | 31 octobre 2019   |
| Vorskla Poltava  | Vitaliy Kosovskyi         | 14 novembre 2019  | 12e        | Yuriy Maksymov            | 15 novembre 2019  |
| Olimpik Donetsk  | Vicente Gómez             | 13 mars 2020      | 11e        | Ihor Klymovskyi (intérim) | 13 mars 2020      |
| FK Lviv          | Yegishe Melikyan          | 21 juin 2020      | 9e         | Giorgi Tsetsadze          | 22 juin 2020      |

## Règlement
Le classement est calculé selon le barème de points classique, une victoire valant trois points, un match nul un seul et une défaite aucun.
En cas d'égalité de points, les critères suivants sont appliqués :
1. Résultats en confrontations directes (nombre de points, différence de buts, nombre de buts marqués) ;
2. Différence de buts générale ;
3. Nombre de buts marqués ;
4. Tirage au sort ou match d'appui si le titre est en jeu.